# Красница (Чаусский район)
Кра́сница (бел. Красніца) — деревня в составе Горбовичского сельсовета Чаусского района Могилёвской области Республики Беларусь.

## Население
- 2010 год — 63 человека